# K-Love Fan Awards
 (mai 2024).
Les K-Love Fan Awards (stylisé comme K-LOVE Fan Awards) est une cérémonie de remise des prix annuelle de musique américaine chrétienne votée par les fans produite par K-Love. La cérémonie distingue les noms les plus populaires dans la musique chrétienne, les sports, les livres et les films. Les K-Love Fan Awards devinrent annuelles en 2013.

## Histoire
Le 13 février 2013, K-Love tint une conférence de presse au Ryman Auditorium de Nashville (Tennessee), où ils annoncèrent les K-Love Fan Awards d'inauguration, étant la première cérémonie de remise des prix votée par les fans dans l'histoire de la musique chrétienne, avec des artistes tels que TobyMac, Jeremy Camp, Francesca Battistelli présents. Le processus de vote fût prêt à débuter en mai, avec la cérémonie de remise des prix où les gagnants seraient annoncés le 1er juin 2013, au Ryman Auditorium et avec les hôtes Phil, Kay, Jase et Missy Robertson de la célèbre Duck Dynasty. K-Love avait choisi Nashville comme la ville hôte de la cérémonie de remise des prix puisqu'elle est « la maison de l'industrie du spectacle basée sur la foi ». Le 1er mai 2013, K-Love annonça les nommés et performants pour la cérémonie de remise des prix, indiquant que les nommés ont été sélectionnés sur la base du temps de passage à l'antenne, des interprétations, de l'impact et de la performance globale. La cérémonie de remise des prix fût tenue avec succès, y mettant fin le 2 juin 2013.
En janvier 2016, K-Love ouvrit la sélection officielle des nommés aux fans pour la première fois, via un vote en ligne, dans la période précédant les K-Love Fan Awards de 2016,. En février 2016, les K-Love Fan Awards furent nommés par les Midsouth Emmy Awards dans la Couverture d'Événement Spécial, l'Éclairage, et le Décor lors des 30ème Midsouth Emmy Awards. Les K-Love Fan Awards gagnèrent le Midsouth Emmy Awards pour l'Éclairage et le Décor.
En avril 2018, K-Love annonça qu'ils avaient conclu un nouveau partenariat avec TBN pour téléviser la cérémonie, débutant avec la cérémonie de 2018 qui était prête à être enregistrée par le réseau le 31 mai 2018.
En avril 2020, K-Love reporta les K-Love Fan Awards de 2020 en respectant les règles de distanciation sociale introduites dans la lutte contre la pandémie de COVID-19, annonça que le week-end de cérémonie reviendrait en mai 2021.

## Catégories

### Catégories actuelles
- Artiste de l'Année
- Artiste Masculin de l'Année
- Artiste Féminine de l'Année
- Groupe/Duo de l'Année
- Chanson de l'Année
- Chant d'Adoration de l'Année
- Single à Succès
- Impact cinématographique & télévisé
- Impact de livres
- Podcast de l'Année
- Impact des Sports

### Catégories abondonnées
- Meilleur Concert